# 소부손
소부손(所夫孫, ? ~ ?)은 고구려(高句麗) 말기의 무장으로 고구려-당 전쟁때 활약하였으며 생몰연대는 미상이다.

## 생애
648년(보장왕 7년) 9월에 중국 당나라 장군 설만철(薛萬徹) 등이 고구려를 공격하기 위하여 바다를 건너 압록강으로 들어와 박작성(泊灼城) 남쪽 40리에 군대를 주둔시켰다.
이 때 박작성의 성주로 있던 소부손은 보기(步騎) 1만 여명을 거느리고 이에 항거하였다. 설만철이 우위장군(右衛將軍) 배행방(裵行方)을 보내어 보졸(步卒) 및 여러 군사들로 공격하였다. 이에 고구려군은 무너지고 박작성은 포위되었다.
그러나 박작성은 산에 의거하여 요새를 설치하고 압록강을 사이에 두고 굳게 지켜 함락되지 않았다.
박작성이 위기에 처하자, 고구려에서는 장수 고문에게 오골성·안지성 등 여러 성의 군사 3만여 명을 거느리고 두 진으로 나누어 구원하게 하였다. 당나라 설만철이 군사를 나누어 이에 대응하여, 고구려 군사들과 격전을 벌였다.